# Алгабас (Кумарицький сільський округ)
Алгаба́с (каз. Алғабас) — село у складі району Турара Рискулова Жамбильської області Казахстану. Входить до складу Кумарицького сільського округу.
Населення — 551 особа (2021; 565 у 2009, 535 у 1999, 490 у 1989).